# 대한민국미술대전
대한민국미술대전(大韓民國美術大展)은 대한민국의 미술 분야 신인을 발굴하기 위한 공모전이다.
30여 년 동안 이어오던 대한민국미술전람회가 1982년에 개편되면서 기성작가 부문이 폐지되고 신인 부문만 따로 분리된 것이다. 이후 매년 개최되어 2007년에 제26회 전람회가 열렸다. 이전의 대한민국미술전람회를 국전, 대한민국미술대전은 미전(美展)이라고 불러 구분한다. 그러나 폐지된 대한민국미술전람회와 신설된 대한민국미술대전을 모두 국전(國展)으로 약칭하는 경우도 있다.
출범할 당시에는 제5공화국 초기에는 정부의 주도로 실시되었으나 이후 한국미술협회가 이관받아 주관해 왔다. 공모 분야와 시상 방법에서 그동안 많은 변화를 겪어왔다. 초기에는 사진과 건축 부문도 함께 공모했으나 1986년부터 해당 분야의 협회에 이관한 것이 한 예이다. 한국화, 양화, 서예, 공예, 판화, 실내조각, 야외조각 분야 등으로 나뉜다.
2000년에 심사 과정에서 금품 수수가 개입되었다는 비리 사건이 터져 한국미술협회 임원들이 대거 입건되는 일이 있었고, 현대미술의 다양한 흐름과 변화를 포용하기보다는 보수적인 회화 위주의 운영을 한다거나 홍익대학교와 서울대학교 등 특정 학교 출신들의 영향력이 지나치게 강하다는 비판도 있다. 한국미술협회는 이에 대해 체육관을 대여해 공개심사를 진행하는 등 심사 과정의 투명성을 높이기 위한 노력을 해왔다.

## 같이 보기
- 대한민국미술전람회